# Лекція

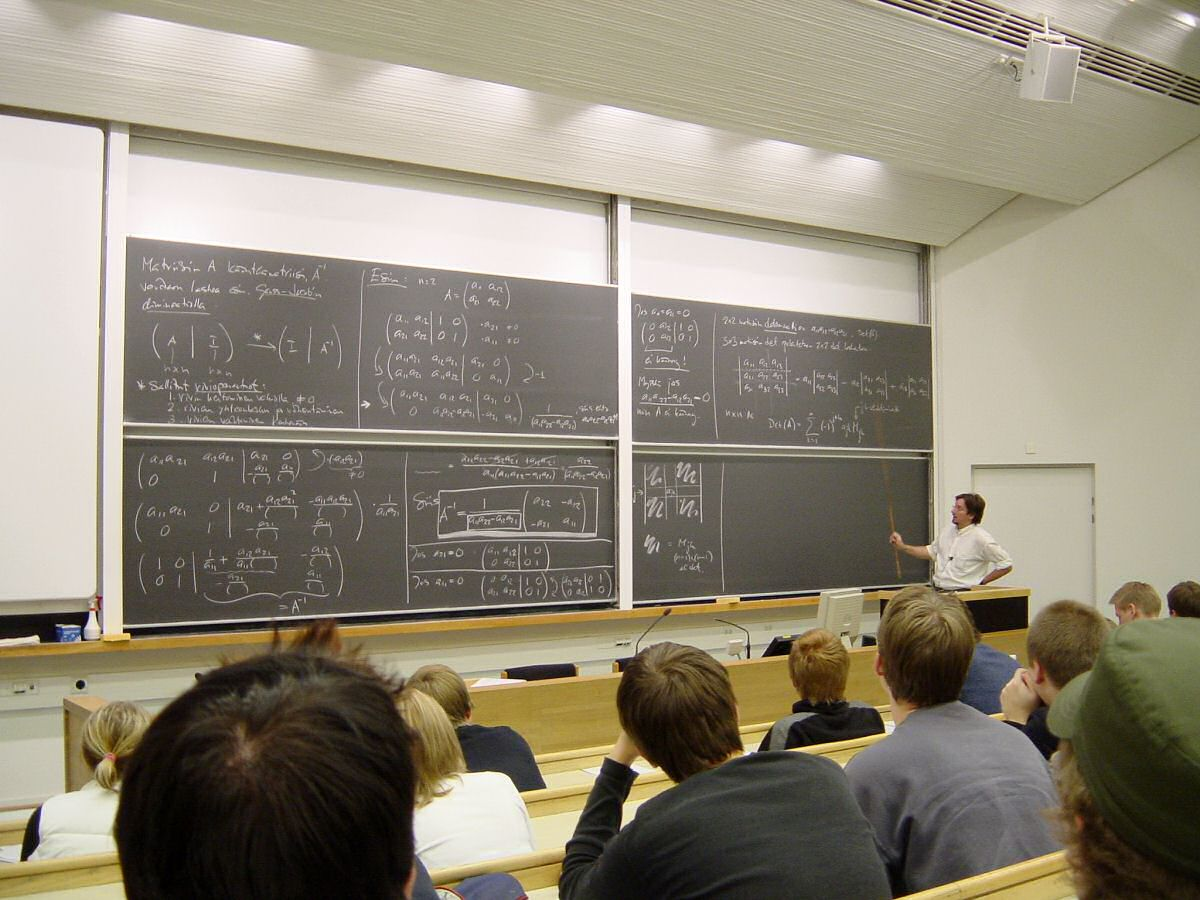
Лекція

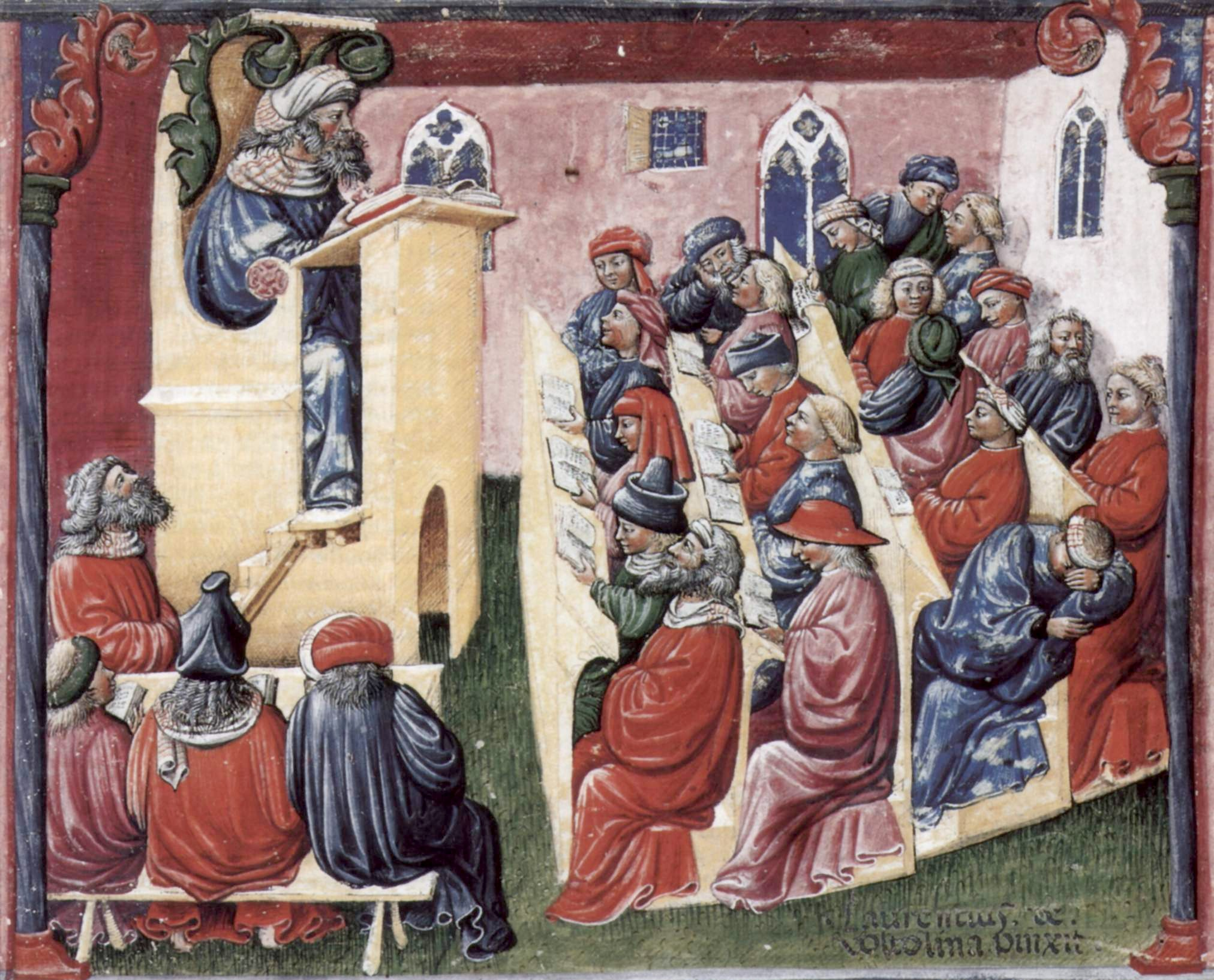

Ле́кція (лат. lectio — читання) — основна форма проведення навчальних занять, призначених для засвоєння теоретичного матеріалу.
Лекція є основною формою навчального процесу у вищій школі. Усний виклад предмета викладачем, а також публічне читання на яку-небудь тему.
Мета лекції — розкрити основні положення теми, досягнення науки, з'ясувати невирішені проблеми, узагальнити досвід роботи, дати рекомендації щодо використання основних висновків за темами на практичних заняттях.

## Історія
Лекція з'явилася у Стародавній Греції і набула розвитку в Стародавньому Римі і в Середньовіччі.
За соціально-економічних умов середньовіччя постала необхідність прилучення до освіти широких верств населення, а не лише представників знаті. Діалогічний вид навчання вже не задовольняв потреб. А джерел інформації (на той час вони обмежувалися, в основному, книгою) було обмаль. Тому педагог, який мав дещо ширший доступ до літератури, систематизував інформацію у вигляді писаних текстів і на заняттях зачитував цей матеріал студентам. Це був своєрідний спосіб колективного розповсюдження і засвоєння інформації. Студенти конспектували лекції і так опановували програмний матеріал. Лише пізніше, наприкінці XIX ст., поряд з лекціями почали застосовувати практичні, лабораторні заняття. Зрозуміло, що обмеження навчальної роботи лише лекціями збіднювало ефективність навчально-виховного процесу.
Наприкінці XIX — на початку XX ст. лекція як провідний метод навчання зайняла визначальне місце у системі навчально-виховної роботи у вищих освітніх закладах світу. Наприкінці XX і на початку XXI ст. дискутується питання щодо доцільності застосування лекції у ЗВО. Думки і вчених, і практиків розходяться.

## Основні риси лекції
Вишівська лекція має структуру набуття нових знань і містить такі елементи:
1. вступ, де дається мотивація навчання, чітке формулювання теми лекції та формулювання завдання;
2. викладення в логічній послідовності окремих частин лекції;
3. висновки, що дають можливість осмислити лекцію в цілому і виділити основну ідею;
4. конкретне завдання на самостійну роботу;
5. відповіді на запитання.

Основні вимоги до лекції:
- високий теоретичний рівень інформації, посилання на законодавчі та нормативні акти, на нові досягнення науки;
- розкриття наукових засад курсу;
- зв'язок теорії з практикою, зосередження уваги студентів на питаннях, які вирішуються у світлі сучасних вимог;
- рекомендації до поглибленого самостійного вивчення тем, необхідних для практичної роботи.

## Види лекцій
- вступна
- тематична
- оглядова
- інформаційна
- підсумкова (завершальна)
- комплексна
- лекція-зустріч

Залежно від методів викладу навчального матеріалу лекції поділяють на монологічні, інформаційно-проблемні, проблемні, лекції-бесіди тощо.

## Переваги і слабкі сторони лекційної системи
Суттєвими перевагами є такі:
- лекція дає можливість реалізувати одну зі стрижневих ідей гуманної педагогіки (творча співпраця педагога зі студентами, спільна емоційна взаємодія);
- лекція активізує розумову діяльність студентів (звісно, якщо вона кваліфіковано прочитана, уважно вислухана і зрозуміла);
- у лекції акумульовано великий обсяг наукової інформації з урахуванням новітніх досягнень тієї чи іншої науки;
- у процесі читання лекції можна врахувати специфіку професійної підготовки студентів, їхні інтереси;
- вирізняється своєю економічністю. Студент має можливість за порівняно короткий час отримати значний обсяг наукової інформації, до того ж насиченої найновішим матеріалом;
- участь студентів у педагогічному дійстві, яке називається лекцією, є корисною школою для тих, хто у майбутньому займатиметься науково-педагогічною діяльністю;
- лекція слугує своєрідним дороговказом для студентів, компасом у неосяжному морі наукової інформації;
- лекція незамінна, коли є дефіцит літератури.

Типові недоліки лекції:
- інформація, яку подає викладач, спрямовано здебільшого на слухову пам'ять студента. Цей вид пам'яті досить недосконалий. Сприйнята інформація утримується в короткотерміновій пам'яті невеликий проміжок часу. І коли немає підкріплення, інформація «вивітрюється» («В одне вухо влетіло, у друге вилетіло», — говорить народна мудрість). Дослідження показують, що під кінець лекції з усього обсягу поданої інформації студент може відтворити лише 10-15 %;
- великі потоки слухачів (понад 50) позбавляють викладача можливості ефективно управляти розумовою діяльністю студентів;
- студенти молодших курсів слабо володіють методикою і технікою сприймання змісту лекції та конспектування;
- лекція певною мірою привчає студента до пасивного привласнення чужих думок, не стимулює тягу до самостійного навчання, не забезпечує індивідуального, диференційованого підходу до навчання.